# Exocentrus sudanicus
Exocentrus sudanicus là một loài bọ cánh cứng trong họ Cerambycidae.